# Clodoaldo Piñal
Clodoaldo Piñal (Ceuta, 12 de diciembre de 1844; Madrid, 19 de octubre de 1912) fue un militar, ingeniero y periodista español.

## Biografía
Comandante de artillería, fue redactor jefe de La Correspondencia Militar. Antes había colaborado en ese mismo periódico, firmando como «Telmo Guerra» y «Abdel». En 1903 obtuvo su retiro para consagrarse por entero al periodismo. Desde el punto de vista del nacionalismo catalán estaba considerado «la personificación del militarismo españolista». A comienzos de enero de 1912 ingresó en prisión, por motivo de la Ley de Jurisdicciones, a raíz de una serie de artículos publicados contra el ministro de la Guerra el mes de diciembre anterior. Falleció el 19 de octubre de 1912.